# 生育能力
生育能力（英語：fertility）是指生物可以繁衍後代的能力，在統計上，生育率是指一對配偶生育後代的個數。生育能力和潛在生育能力（fecundity）不同，後者是指繁衍後代的潛力，受到配子的產生、受精等因素的影響。沒有生育能力稱為不孕。
人類的生育能力會受到營養、性活動、文化、本能、內分泌、經濟、生活形態及情緒的影響。

## 人口學
在人口學中，生育能力是實際生育的後代，生物可以繁衍後代的潛力稱為潛在生育能力。生育能力可以量測，但潛在生育能力無法量測。人口學會用許多方式量測生育率，多半可以分為週期性的量測及同组群的量測，前者是指在某一年的人口數計算生育率，後者則是以特定的某一群人，以數十年為區間來計算生育率，兩種方式都廣為使用。

### 週期性的量測
- 出生率（CBR）：特定一年，每一千位在該年中間還存活的人中，婴儿安全出生（英语：Live birth (human)）的個數，其缺點是會受人口年齡結構的影響。
- 育龄妇女生育率（GFR）：一年內新生兒個數，除以15到44歲女性的人數，再乘以一千，主要只考量可能成為母親的女性，而且有考慮年齡的分佈。
- 儿童妇女比（CWR）：5歲以下兒童個數除以15到49歲女性的人數，再乘以一千。因為不需要計算新生兒個數，用在研究歷史資料時格外方便。這個量測是複合性的，因為除了出生外，此數據也會受死亡的影響（因為嬰兒死亡率，沒有計算到，因為成人死亡率，有些五年前生過小孩但已過世的女性也不會列入）
- 科爾生育指數：一種特別用在歷史資料研究的方式。

### 组群性的量測
- 年龄别生育率（ASFR）：以五歲為一個單位，計算在該歲數範圍內生育新生兒的婦女個數，再除以該歲數範圍婦女個數，再乘以1000。常見的歲數區間是10-14歲、15-19歲、20-24歲......。
- 總和生育率（TFR）：若一個女性在各年齡的生育率都杏年龄别生育率相同，一生中會有小孩的個數。總和生育率等於所有年龄别生育率的總和再乘以五。
- 粗繁殖率（英语：Gross reproduction rate）（GRR）：一合成的女性组群中，生下女嬰的個數，假設所有女嬰都可以長大，而且至少活到五十歲。
- 淨繁殖率（英语：Net Reproduction Rate）（NRR）：淨繁殖率是由粗繁殖率為準，但考慮較實際的情形，有些女性可能無法活到五十歲，因此其女嬰的總個數會比粗繁殖率估計的要少。淨繁殖率一定小於粗繁殖率，但在一些死亡率很低的國家，幾乎所有的女嬰都可以長大到成為潛在母親的程度，實務上淨繁殖率會幾乎等於粗繁殖率，若在一些死亡率較高的國家，淨繁殖率可能只有粗繁殖率的七成。若淨繁殖率為1.0，每一世代的一千個女嬰會長大，而且生下恰好一千個女嬰。若淨繁殖率小於一，每一世代的人數會比上一個世代要少，若淨繁殖率大於一，每一世代的人數會比上一個世代要多。淨繁殖率是量測長期潛在人口成長率的方式，不過多半會和當時的人口成長率不同。

## 不孕
不孕主要是指在生理上無法受精，也可以指女性在生理上出現懷孕困難的情形。不孕有許多生理的因素，其中有些可以用藥物來改善。